# Maiabendfest

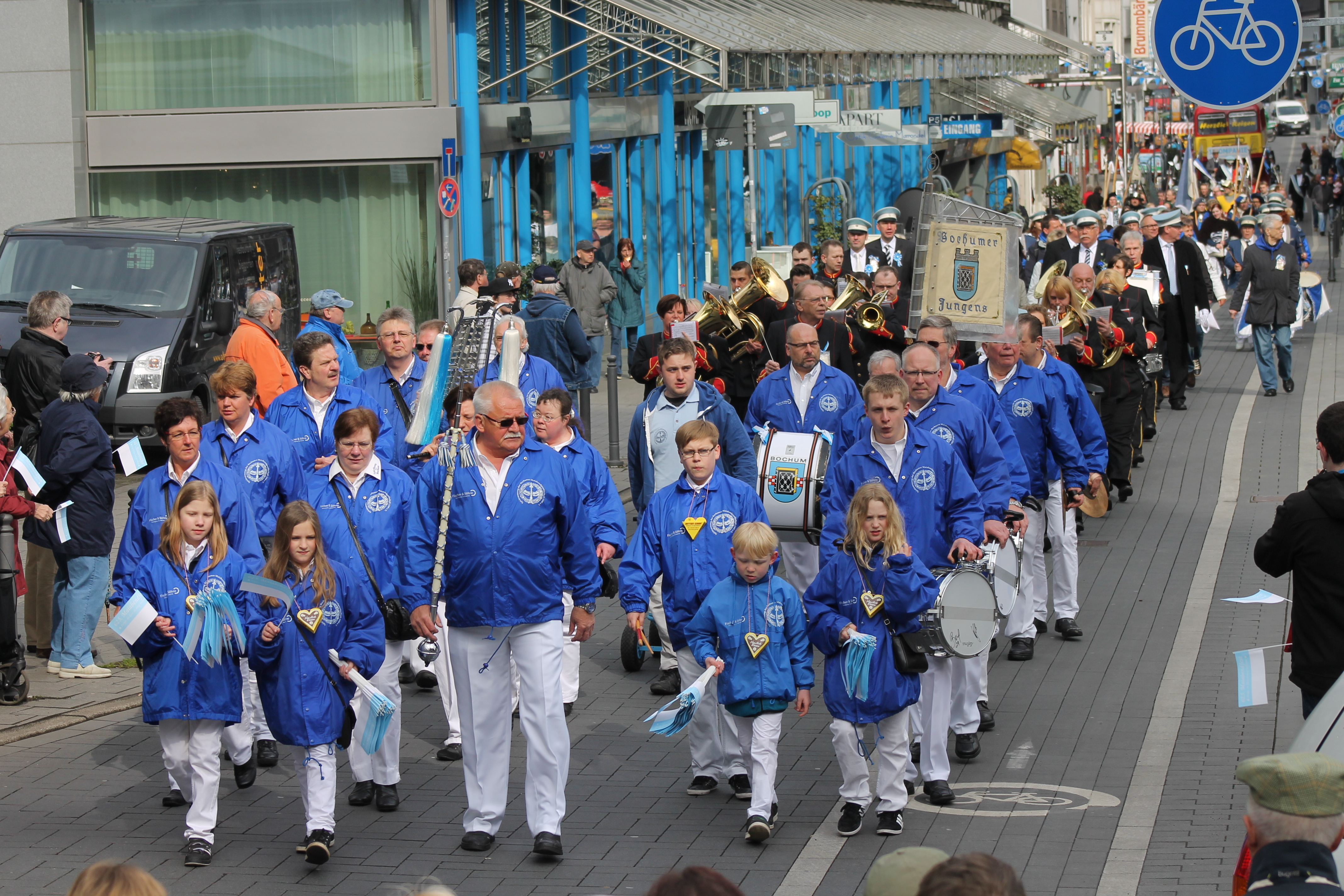
Die Maischützen ziehen nach Harpen aus

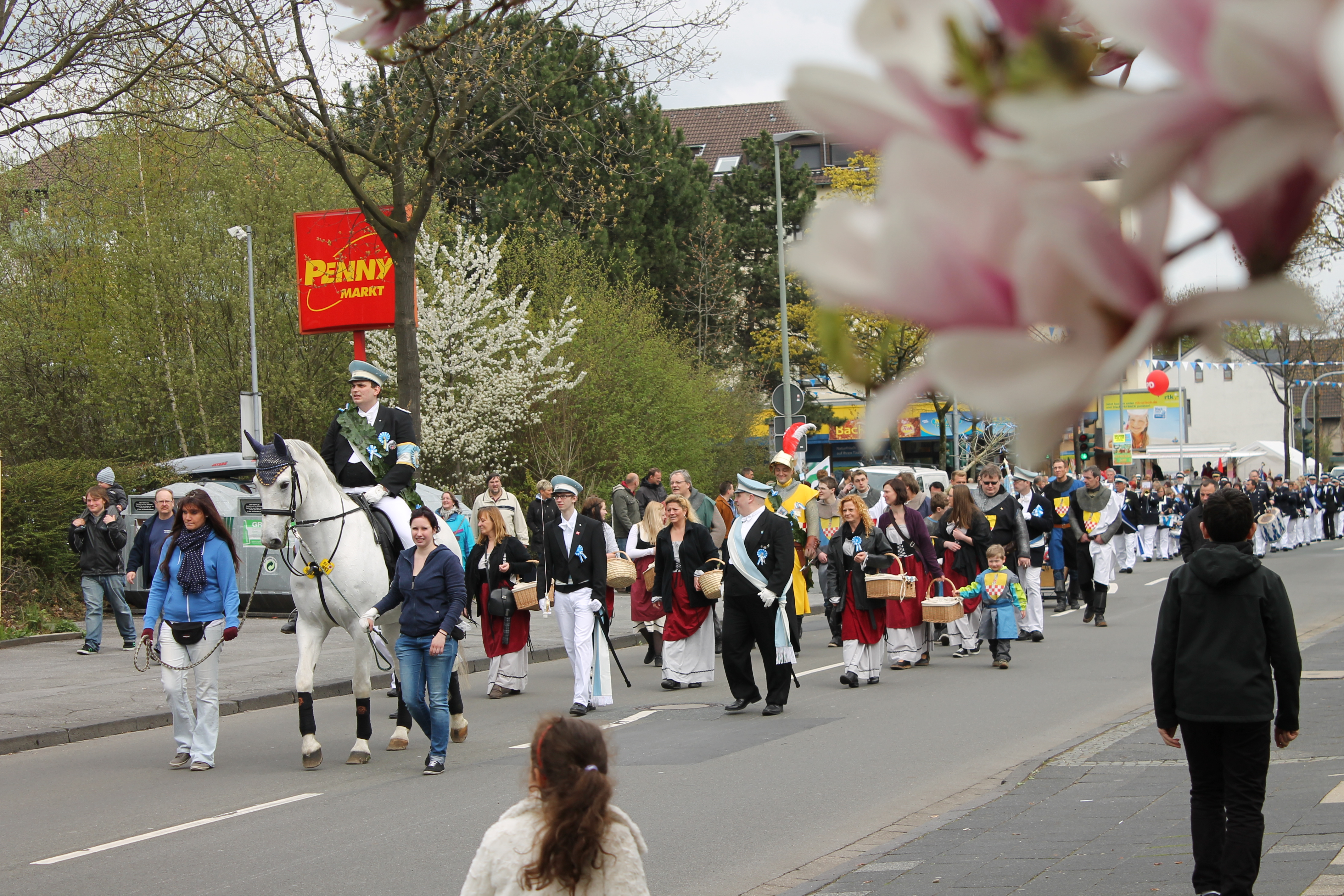
Der Junggesellenhauptmann reitet durch Harpen, dahinter sein Gefolge

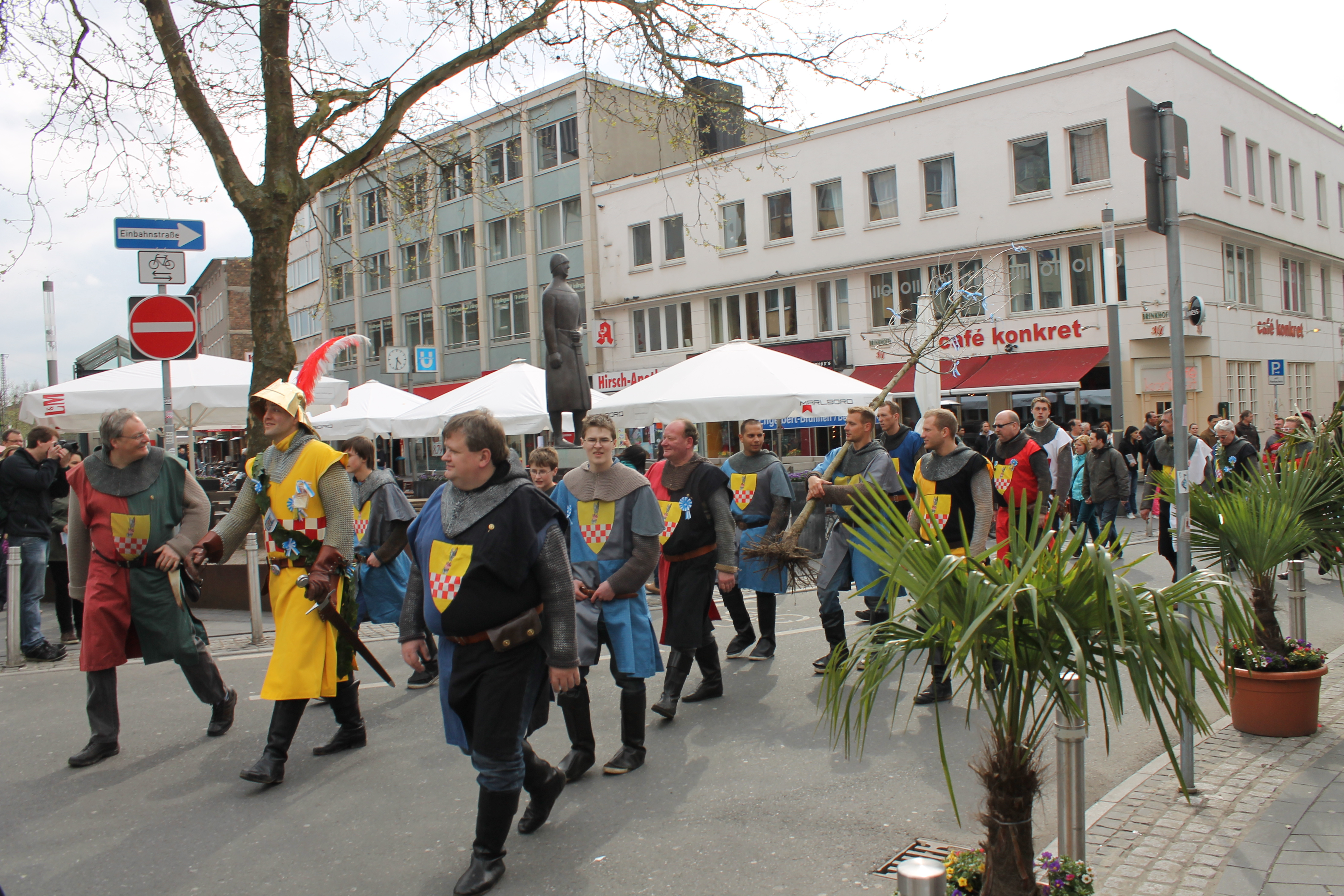
Im Jahr 2013 zieht der Darsteller des Grafen Engelbert III. zusammen mit den Bochumer Junggesellen und der Eiche an dem Denkmal des Grafen Engelbert III. vorbei. Das Denkmal ist seit 2020 zur Propsteikirche versetzt.

Das Bochumer Maiabendfest ist ein Brauchtumsfest in Bochum, das angeblich im Mittelalter von Engelbert III. von der Mark gestiftet wurde, weil die Bochumer Bürger ihn bei der Großen Dortmunder Fehde unterstützt hatten. Es wird alljährlich am letzten Wochenende im April, am „Vorabend zum Mai“, gefeiert.

## Organisation
Jeder „unbescholtene Bürger“ kann Mitglied werden. Die Mitgliedschaft ist nicht an den Wohnort gebunden. Auch juristische Personen können die Mitgliedschaft erwerben. Der Gesellschaft stehen ein Junggesellenhauptmann mit Junggesellenadjutant vor sowie Hauptleute für die vier Kompanien.

## Ablauf
Das Maiabendfest findet am letzten Wochenende im April statt, am „Vorabend zum Mai“. War es bis weit in die 1960er ein beliebtes, stark besuchtes Volksfest, ging in den folgenden Jahrzehnten die Popularität zurück. Mit der Ausrichtung eines Volksfestes auf dem Boulevard steigerte sich wieder die Bekanntheit und die Besucherzahlen.

### Das Volksfest
Das Maiabendfest geht von Donnerstag bis Sonntag. Dabei findet auf dem Boulevard ein vielfältiger Markt statt sowie ein Zapfenstreich und erster Festumzug. Samstags ist der Festzug nach Harpen. Sonntags ist dann Familientag.

### Der Auszug nach Harpen
Seit vielen Jahren findet der Teil des Festes, der Ausmarsch nach Harpen, an einem Samstag statt.

#### Ablauf vor der Corona-Pandemie
Dieser Hauptteil des Festes erfolgt so (Stand 2013): Nach der Sammlung auf dem Rathausvorplatz erfolgt der Auszug durch die „Beckporte“ in Richtung Harpen. Hier, im Bockholt, findet ein Festakt sowie das Ausgraben der Eiche durch den Junggesellenhauptmann und die Junggesellen statt. Diese wird auf den Schultern der Junggesellen zurückgetragen. Auf dem Hin- und Rückweg kommen weitere Festgruppen zu dem Zug; eine Zusammenkunft aller Beteiligten erfolgt auf dem Kirmesplatz an der Castroper Straße. Danach zieht der gesammelte Festzug durch die Beckporte wieder in die Stadt ein und über die Kortumstraße zum Denkmal des Grafen Engelbert III. Von dort erfolgt der Abschluss auf dem Boulevard mit einem Festakt und dem Verkauf des Baumes.

#### Ablauf seit der Corona-Pandemie
Um die Verlegung der Statue des Grafen Engelbert gab es längere Diskussionen. Dieses war unter anderem durch häufige logistische Probleme für den Festzug durch die Innenstadt (Baustellen, Sicherheit etc.) begründet. Mit dem Jahr 2020 wurde das Denkmal des Grafen Engelbert zur Beckporte / Propsteikirche verlegt. Der Zug (Stand 2024) zieht nun sowohl durch die Beckporte ein als auch grüßt dann den Stifter des Festes (beides wichtige Bestandteile des Umzugs). Danach geht der Festzug über die Bongardstraße mit einer Abnahme der Parade.

## Legende
Der Mythos des Bochumer Maiabendfestes ist eng mit der Legende der Großen Dortmunder Fehde und der Rolle des Engelbert III. von der Mark verbunden. Nach der Legende brachten die Bochumer das von den Dortmundern gestohlene Harpener Vieh zurück, da sie den Harpener Bauern im Falle eines Angriffes Hilfe versprochen hatten. „Junge, do kass di drop verloten!“ (Junge, darauf kannst du dich verlassen) soll der Schultheiß der Bochumer zum Sprecher der Harpener gesagt und daraufhin ein Dutzend Männer auf die Jagd nach den Dortmundern geschickt haben, die das Vieh zurückholen sollten. Dies gelang ihnen angeblich durch eine List, und zwar dadurch, dass sie mit lautem Pfeifen die in einer Hütte rastenden Dortmunder in den Glauben versetzten, sie würden angegriffen, woraufhin die Dortmunder panisch aus der Hütte flüchteten und das Vieh zurückließen. Aus dieser Legende stammen sowohl der Zusatz „Junge, da kannst dich drop verloten“ aus dem „Bochumer Jungenlied“, als auch der Pfiff am Ende des Liedes. Als Anerkennung für diese Heldentat habe Graf Engelbert III. ihnen das Privileg verliehen, alljährlich vor dem 1. Mai einen Baum aus den gräflichen Waldungen im Bockholt im Stadtteil Harpen schlagen, um aus dessen Erlös das Maiabendfest zu feiern.
Diese Erzählung ist Teil der mündlichen Überlieferung und wurde erstmals detailliert von Carl Arnold Kortum 1790 dokumentiert, der in seiner Abhandlung die Existenz einer älteren Tradition bestätigte, die auf eine Stiftung durch die Grafen von der Mark hinwies.

## Geschichte
Diese Legende ist historisch jedoch nicht haltbar, wie die Stadt Bochum auf ihrer Internetseite darstellt. Demnach stammt diese Theorie aus dem 19. Jahrhundert, während es keinerlei Belege gibt, dass das Maiabendfest tatsächlich so alt ist wie behauptet. Es könnte seinen Ursprung auch in einer anderen Zeit haben.
Das Maiabendfest wurde erstmals 1790 von Carl Arnold Kortum beschrieben, auch wenn damals bereits die Geldrente eingeführt worden war. Ältere Bochumer erzählten ihm, dass früher ein Baum geholt und verkauft werden durfte und dass dieser Brauch seinen Ursprung in der Dortmunder Fehde hatte.
1769 war der Anspruch auf den Maibaum vom inzwischen preußischen Landesherren gestrichen und durch eine Geldrente ersetzt worden. 1882 wurde der „uralte Brauch“ nach Harpen auszuziehen wieder aufgenommen und besteht trotz einiger Unterbrechungen bis heute. Die Bäume, die aus Harpen ins Stadtgebiet gebracht wurden, sind bis 1995 im Bochumer Stadtpark eingepflanzt worden. Seit 1996 erwerben Bochumer Firmen den Baum. Dieser wird dann in der Regel in der Innenstadt gepflanzt und die Baumscheibe mit einer Plakette des Spenders versehen.
In manchen aktuellen Publikationen wird erwähnt, dass das Maiabendfest jedes Jahr stattgefunden hat, außer in Kriegszeiten. Allerdings fand im Zweiten Weltkrieg das Fest bis wenigstens 1943 statt, wenn auch teils in kleineren Rahmen. „Die Tradition des Bochumer Maiabendfestes ist allezeit hochgehalten worden, auch in Kriegszeiten. Wie im ersten (sic) Weltkriege, so wird auch in diesem schweren Ringen um Deutschlands Zukunft der Brauch der Pflanzung des Maibaumes geübt werden.“ Interessanterweise wird in diesem Artikel aus der NS-Zeit nicht auf das Verbot durch den französischen „Erbfeind“ während der Ruhrbesetzung eingegangen, welche das Fest 1923 ganz verboten, und in den beiden folgenden Jahren nur in einen kleinen Rahmen gestatteten.
1928 fand die erstmalige Kranzniederlegung an der Grablege des Grafen Engelbert III. in der Stiftskirche Fröndenberg statt.
In den 1950er Jahren war das Maiabendfest als Stadtfest sehr populär und gut besucht. Dieses wurde von der Stadt Bochum in dem Jahresfilm festgehalten. Zum 600. Jubiläum 1988 wurde ein großes Stadtfest mit den Partnerstädten Bochums veranstaltet. Vertreter von Rat und Parteien sowie teilweise von den Partnerstädten beteiligen sich regelmäßig an dem Festzug. Seit einer Neuausrichtung des Festes 2010 findet auf dem Boulevard ein Jahrmarkt statt.
Zum 625. Jubiläum 2013 wurden zwei Stahltafeln eingeweiht, die das alte Stadttor „Becktor“ symbolisieren sollen. Diese sogenannte Beckporte hat in der Tradition die Bedeutung, dass die Maischützen vor Sonnenuntergang hier wieder nach Bochum eingezogen sein müssen. Ebenfalls 2013 wurde ein kleines stadtgeschichtliches Museum an der Großen Beckstraße eingeweiht.

## Bochumer Maiabendgesellschaft
Ausrichterin und Organisatorin ist die Bochumer Maiabendgesellschaft 1388. Sie wurde mit Genehmigung der britischen Militärregierung am 9. März 1948 gegründet und sorgt für die Bewahrung und Fortführung der Traditionen. Auch wenn es sich nicht um einen Schützenverein handelt werden die Mitglieder traditionell als „Maischützen“ bezeichnet.
Die Mitgliedschaft in der Maiabendgesellschaft steht jedem „unbescholtenen Bürger“ offen und ist nicht an den Wohnort gebunden. Auch juristische Personen können Mitglied werden. Die Führung der Gesellschaft obliegt einem Junggesellenhauptmann, der von einem Junggesellenadjutanten unterstützt wird, sowie Hauptleuten, die die vier Kompanien anführen.

### Junggesellenhauptleute nach dem Krieg
Herrmann Möller (1948), Heinz Ostmeier (1949–50), Werner Siepe (1951), Heinz Flake (1952), Willi Hölting (1953–57), Gustav Turowski (1958), Heinrich Herbsthoff (1959), Dieter Borgmann (1960–61), Heinz Tepel (1962), Jochen Menne (1963), Heinrich Herbsthoff (1964), Günther Pieper (1965–66), Peter Hübner (1967–68), Dirk Kramer (1969), Hans-Jürgen Blum (1970), Erich Mansfeld (1971), Heinz-Jürgen in der Beek (1972–76), Ludger Guntermann (1977), Ewald Fischer (1978–81), Ernst-Dieter Ludwig Pfeiffer (1982), Hans-Peter Münnich (1983), Ernst-Dieter Ludwig Pfeiffer (1984), Norbert Hagenböhmer (1985–88), Rainer Pilarczyk (1989–91), Michael Dröge (1992–94), Oliver Stang (1995–97), Jens Herbsthoff (1998–99), Thorsten Horn (2000–04), Klaus Liermann (2005–06), Stefan Vahldieck (2007–08), Jean-Pascal Lohof (2009–11), Thorsten Horn (2012), Dominik Braun (2013–17), Stephan Klünder (2018–19), Meiko Krämer (2020–Heute)

## Sonstiges
- Im Bochumer Stadtgebiet gibt es neben der Statue des Grafen Engelbert einige Bezüge zu dem Stadtfest: Zum 600. Jubiläum des Maiabendfest im Jahr 1988 wurde ein Teil der Diekampstraße in der Bochumer Innenstadt in Junggesellenstraße umbenannt.[13]
- In Harpen (Bochum) existiert eine Grundschule mit dem Namen Maischützenschule.[14]
- Als Weg der Maischützen zum Bockholt wurde die Hiltroper Straße 1929 in Maischützenstraße umbenannt.[15] Im Bockholt selber erinnert ein kleines Denkmal an die Tradition des Festes.
- Seit Mitte der 1950er Jahre bestehen zwischen der Cochemer Bürgerwehr und der Maiabendgesellschaft Bochum freundschaftliche Beziehungen.[16]
- Auch das Bochumer Maiabendfest musste aufgrund des Corona-Virus im Jahr 2020 abgesagt werden. Somit war dies der erste Ausfall des Festes nach dem 2. Weltkrieg.
- Die Statue des Grafen Engelbert wurde am 4. Juli 2020 an ihrem neuen Standpunkt (dem Unterplatz der Propsteikirche neben der Beckporte) durch den Oberbürgermeister Thomas Eiskirch, den Junggesellenhauptmann Meiko Krämer und den 1. Vorsitzenden Stefan Vahldieck eingeweiht. Davor stand die Statue am Bermuda-Dreieck.